# Porostereum
Porostereum là một chi nấm thuộc họ Phanerochaetaceae.